# Miro Cerar
Miroslav Cerar mlađi (poznatiji kao Miro Cerar) je slovenački političar, pravnik i profesor na Pravnom fakultetu u Ljubljani. Rođen je 25. avgusta 1963. godine u Ljubljani. Bio je predsednik 12. vlade Republike Slovenije. 

## Biografija
Miro Cerar, sin atletičara i pravnika Miroslava Cerara i političarke Zdenke Cerar, koja je do 2011 godine bila aktivna članica stranke "Liberalna demokratija Slovenije" (2011 godine je bila takođe potpredsednica stranke). Miro je bio 2011, 2012 i 2013. godine imenovan za najuglednijeg slovenačkog pravnog stručnjaka, dvanaest puta je bio izabran u grupi najuticajnijih slovenačkih pravnika.
Godine 2010. dobio je nagradu "Zlatna kruška" za originalnu slovenačku knjigu "Kako sam deci objasnio demokratiju", takođe mu je Studentski savet Univerziteta u Ljubljani dodelio priznanje za najboljeg pedagoga na Pravnom fakultetu.
U komisiji pod vodstvom Petra Jambreka, koja je pisala Ustav Republike Slovenije je sarađivao kao sekretar, bio je predavač i mentor studentima, delovao je kao pozvani predavač, između ostalog je bio gostujući Fulbrightov profesor na univerzitetu Golden stejt u San Francisku.
Miro Cerar je redovni profesor na Pravnom fakultetu Univerziteta u Ljubljani, gde predaje teoriju i filozofiju prava, komparativno pravo i etiku pravnih zanimanja.

## Politika
Juna 2014. godine je za nastupio na vanrednim parlamentarnim izborima kada je osnovao svoju stranku imena: Stranka Mira Cerara (SMC). Odmah po osnivanju stranke je vodio na anketu javnog mnenja za izbore Danas se njegova stanka zove Stranka modernog centra (SMC).
Godine 2014. ga je predsednik države Borut Pahor predložio parlamentu za mandatara za sastav nove vlade, te ga je 25. avugsta potvrdio i parlament. Sa tim je dobio ovlašćenje za sastav 12. vlade Slovenije.
Parlament ga je potvrdio za premijera 18. septembra 2014. godine. Vladu je vodio do 2018. godine, a nekoliko meseci pre prestanka mandata dao je ostavku, zbog komplikacija pri realizaciji projekta "Drugi tir" koji za cilj ima izgradnju pruge Divača - Kopar, što se smatralo kapitalnim projektom Cerarove vlade.